# HC Olomouc
A HC Olomouc egy cseh jégkorongcsapat Olomoucban. A csapat az első osztályú Tipsport Extraligában játszik. A klub egyszeres cseh bajnok.

## Története
A csapatot 1955-ben alapították BK Hradec Králové néven.

### Korábban használt nevek
- 1955 – TJ Spartak Moravia Olomouc (Tělovýchovná jednota Spartak Moravia Olomouc)
- 1958 – TJ Moravia Olomouc (Tělovýchovná jednota Moravia Olomouc)
- 1965 – TJ Moravia DS Olomouc (Tělovýchovná jednota Moravia Dopravní stavby Olomouc)
- 1979 – TJ DS Olomouc (Tělovýchovná jednota Dopravní stavby Olomouc)
- 1992 – HC Olomouc (Hockey Club Olomouc)
- 1997 – HC MBL Olomouc (Hockey Club MBL Olomouc)
- 2001 – HC Olomouc (Hockey Club Olomouc)

## Helyezések
Cseh Extraliga-bajnok: 1993-94